# Відносини Швейцарія — НАТО
Відносини Швейцарія — НАТО — це відносини, які діють в рамках програми «Партнерство заради миру», підписаного в 1996 році. З моменту приєднання до цієї програми НАТО цінує союз зі Швейцарією як ефективного партнера та чинника міжнародної безпеки.

## Розвиток відносин
- 1995 рік — Швейцарія відкриває свої наземні та повітряні транспортні коридори для миротворчих сил у Боснії та Герцоговині.
- 1996 рік — Швейцарія підписує «Партнерство заради миру» — Рамковий документ.
- 1999 рік — Швейцарія приєднується до процесу планування та аналізу Партнерства заради миру.
- 2000 рік — у Швейцарії проводиться навчання в рамках програми «Партнерство заради миру».
- 2004 рік — швейцарські офіцери штабу об'єднують міжнародні сили для сприяння безпеки а Афганістані та відновлення миру в країні. Генеральний секретар НАТО відвідує Швейцарію.
- 2006 рік- в штаб-квартира НАТО відісланий офіцер для того, щоб представити швейцарські збройні сили на постійній основі.
- 2007 рік- Швейцарія є співкерівником проєкту цільового фонду в Йорданії, а також підтримує інші проєкти цільового фонду в Албанії, Сербії та Чорногорії.
- 2008 рік- Швейцарія створює цільовий фонд для виховання Доброчесності в оборонних установах.

## Основи для співробітництва
НАТО та Швейцарія докладно розглядають напрямки співпраці в країні індивідуальної програми партнерства, які обговорюються кожного року. Серед основних напрямків співпраці — криза-менеджменту та відповідні операції: міжнародні зусилля по зміцненню регіональної стабільності; сприяння розвитку гуманітарного права; демократичного контролю над збройними силами; зусилля з розміновування зброї та боєприпасів; ліквідація наслідків стихійних лих.

## Напрямки співробітництва

### Співробітництво в області безпеки
Співпраця НАТО-Швейцарія поглибилася під час кризи у Боснії, Герцеговині та Косово. В кінці 1995 року Швейцарія відкрила свій повітряний простір, залізничних та автомобільних мереж для здійснення військових аспектів Дейтонської мирної угоди щодо Боснії та Герцеговини. Також Швейцарія бере участь в операціях підтримання миру та багатостороннього співробітництва у військовій підготовці. Швейцарське законодавство виключає участь у бойових операціях щодо примусу до миру і тому швейцарські підрозділи можуть брати участь тільки в тих операціях, які обумовлені мандатом ООН чи організації з безпеки і співробітництва в Європі. Виходячи з цього, швейцарський уряд вирішив внести внесок у Косово (1999 рік), який був першим для Швейцарії та НАТО з підтримання миру під час операції.

З лютого 2004 року по лютий 2007 — невелика кількість швейцарських офіцерів об'єднали міжнародні сили для сприяння безпеки в Афганістані. Вони надали фахівцям допомогу у налагодженні контактів з місцевими лідерами.

Швейцарія розробила ряд військових і цивільних можливостей для потенційних операцій з підтримання миру під егідою ООН. В Швейцарії не має постійних військових блоків, тому вони не можуть виділити конкретної одиниці для проведення таких операцій. Контингенти адаптовані до будь-якої місії і комплектуються добровольцями, як того вимагає Федеральний Закон Про збройні сили і військові адміністрації.

### Реформа сектору оборони та безпеки
У червні 2010 року швейцарський уряд затвердив доповідь про політику безпеки в Швейцарії, при цьому відбулася зміна попередньої політики безпеки 1999 року. Політика безпеки спрямована на поліпшення співпраці між різними верствами державної влади, іншими державами та організаціями; на зміцнення стабільності та миру поза межами швейцарського кордону.

Політика безпеки має 3 основні завдання:
- запобігати війні
- сприяти міжнародному миру та безпеці
- надання підтримки владі у разі виникнення серйозної загрози або великих природних чи техногенних катастроф

Швейцарія також надає цінні ресурси НАТО в рамках підтримки реформи сектору з іншими країнами-партнерами з особливим направленням на посилення демократичного контролю збройних сил.

Швейцарія є активним донором для партнерства цільового фінансування проєктів у країнах-партнерах та має підтримку 14 проєктів з 2000 року. В рамках проєктів Швейцарія разом зі своми союзниками підтримує знищення мін, зброї та боєприпасів в Албанії, Азербайджані, Грузії, Казахстані, Сербії, Чорногорії, Україні, а також в Мавританії.

### Наука та довкілля
Швейцарія активно співпрацює з НАТО в рамках програми «Наука заради миру і безпеки» з 1990 року. Ця програма дозволяє здійснювати досить тісне співробітництво, з питань, які становлять спільний інтерес, з метою підвищення безпеки НАТО і країн-партнерів. Програма спрямована на вирішення проблем, що виникають в галузі безпеки, а також дає можливість заздалегідь оповістити щодо ситуацій, які можуть спровокувати кризи і катастрофи.